# Jacob Tsur

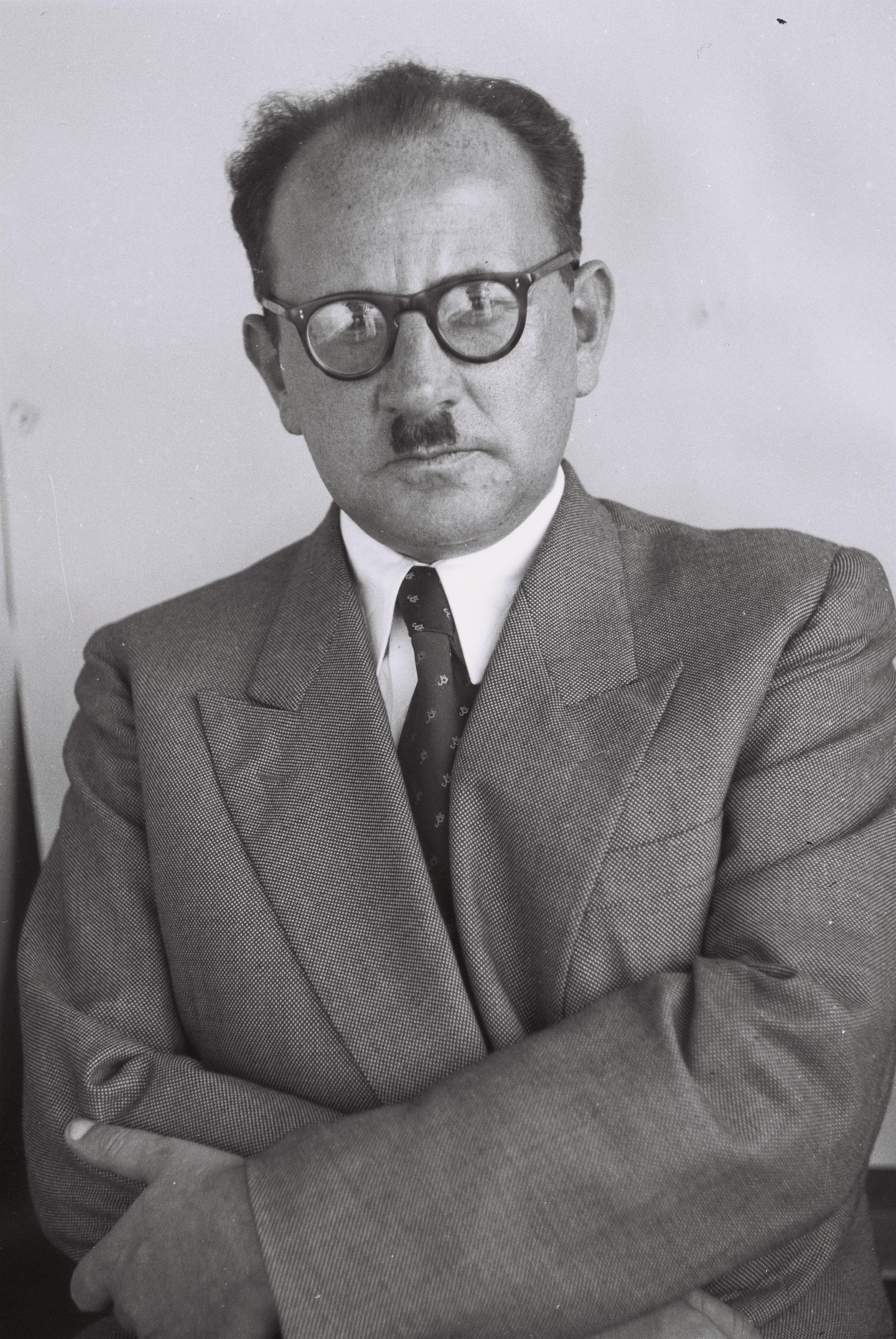
Jacob Tsur

Jacob Tsur (hebräisch יעקב צור; * 1906 in Vilnius als Jacob Tchernowitz; † 1990) war ein israelischer Diplomat und Zionist.
Tsur emigrierte 1921 in das britische Mandatsgebiet Palästina. Nach seinem Schulbesuch in Jerusalem studierte er an den Universitäten Paris und Florenz. Von 1943 bis 1945 diente er als Verbindungsoffizier der Jewish Agency bei der britischen Armee in Kairo. 1945 wurde er Leiter der UNRRA in Griechenland. 1948 wurde er der erste israelische Diplomat in Südamerika, als er im Oktober dieses Jahres Botschafter in Uruguay wurde. Ein Jahr später wurde ebenfalls in Argentinien als Botschafter akkreditiert. Dies hatte zur Folge, dass seine Residenz als Botschafter von Montevideo nach Buenos Aires verlegt wurde. Neben seiner Botschaftertätigkeit in Uruguay und Argentinien war Tsur ab 1949 ebenfalls nicht-residierender Botschafter für Paraguay und Chile. Im Jahr 1953 wurde Tsur nach Frankreich versetzt, wo er bis 1959 blieb. Während seiner Amtszeit in Paris kam es zu einer deutlichen Verbesserung der diplomatischen Beziehungen zwischen den beiden Staaten. Von 1960 bis 1968 fungierte Tsur als Vorsitzender des Zionist General Council.
Seine Schwester war die israelische Schriftstellerin Yemima Avidar-Tchernovitz.